# Jerzy Popiełuszko
Jerzy Aleksander Popiełuszko [jerži aleksander popievúško], poljski duhovnik, mučenec in blaženi, * 14. september 1947, Okopy (blizu kraja Suchowola), Poljska, † 19. oktober 1984, Włocławek, Poljska.

## Življenje

### Družina, mladost in šolanje
Jerzy Aleksander Popiełuszko je bil rojen kot Alfons Popiełuszko 14. septembra 1947 v kraju Okopy na Poljskem. Ime si je spremenil 13. maja 1971. Podatke o tem je dala njegova mati, kar je razvidno tudi iz njegovega krstnega lista. O njegovem rojstnem dnevu so tudi napačno poročali, češ da se je rodil 23. septembra 1947.
Starši so bili Władysław Popiełuszki (1910–2002) in Marianna roj. Popiełuszko (1920–2013). Jerzyjeva mati je dejala: Sem istega letnika kot je papež Janez Pavel II., 1920. Daj Bog – če je njegova volja – da bi lahko dočakala beatifikacijo očeta Jerzyja!  Nekateri namreč navajajo njeno rojstno leto 1910.
Alfons se je torej rodil v katoliški beloruski kmečki družini kot prvi izmed petih dečkov – sestra je umrla že v plenicah. Živeli so skupaj s starimi starši. Ime je dobil v spoštljiv spomin na strica Alfonsa, ki je bil član poljskih domobrancev in se je po vojni za njim v Sovjetski zvezi izgubila vsaka sled. Doma so govorili belorusko narečje in kot deček Alfons ni govoril poljščine.
Alfons je bil ministrant in se je odlikoval po globoki pobožnosti; bil je bolj samotarskega značaja. K prvemu svetemu obhajilu in birmi je pristopil leta 1956. V letih 1961–1965 je obiskoval gimnazijo v Suchowoli. Bil je prizadeven, vendar povprečen učenec. Zaradi njegove vernosti so večkrat klicali starše v šolo.

## Duhovništvo
Ko je 1972 postal duhovnik, je deloval na različnih mestih, nazadnje pa v varšavski župniji svetega Stanislava Kostke kot župnik. Bil je karizmatično nadarjen in je k pridigam privabil mnogo ljudi, zlasti delavcev in študentov. Poudarjal je pravico do svobode vere in združevanja. Ko je general Jaruzelski 1981 uvedel vojaško diktaturo, ki je trajala vse do padca Berlinskega zidu leta 1989, je postal položaj ljudstva vedno težji. Cerkev je bila kot oaza, kjer je bilo mogoče sorazmerno svobodno delovati in govoriti. Popiełuszko je že od 15. avgusta 1980 večkrat maševal in pridigal stavkajočim delavcem v gdanski ladjedelnici »Lenin«. Njegove pridige je pogosto prenašal Radio Svobodna Evropa. Najbolj se je zameril oblastem, ker je bil vnet zagovornik svobodnega delavskega sindikata »Solidarnost«, ki je v dobi razcveta štel več kot 10 milijonov članov. 

## Smrt in češčenje

### Umor
Po uvedbi vojaške diktature sta mu večkrat grozila tajna služba in notranje ministrstvo. 13. oktobra 1984 so uprizorili prometno nesrečo, ki jo je preživel. Poljska tajna policija ni mirovala. V njegovih pridigah je videla nevarnost državni ureditvi. Ko se je 19. oktobra 1984 vračal iz Bydgoszcza domov, so trije neznanci ustavili njegov avtomobil in ga ugrabili. Sredi gozda so ga pretepli do smrti. Med ugrabitvijo je njegovemu šoferju uspelo pobegniti. O dogodku je obvestil javnost, kar je sprožilo velika protestna zborovanja. Popiełuszkovo truplo so vrgli v Vislin vodni zbiralnik blizu Włocławeka. Tam so ga našli 30. oktobra 1984.
Novica o političnem umoru se je bliskovito razširila po celi Poljski in po svetu. Morilci ter eden od nalogodajalcev so bili obsojeni zaradi kaznivega dejanja. Več kot 250.000 ljudi, vključno z Lechom Walenso, se je udeležilo njegovega pogreba 3. novembra 1984. Kljub temu umoru in preganjanjem se je komunizem obdržal na oblasti do 1989. Popiełuszkovi morilci iz Służbe Bezpieczeństwa – kapetani Grzegorz Piotrowski, Leszek Pękala, Waldemar Chmielewski in polkovnik Adam Pietruszka (ta je ukazal umor) – so bili sicer obsojeni, vendar pozneje pomiloščeni.

### Spomin
.
Popiełuszko je dobil odlikovanje Red belega orla (posmrtno,  2009).
Po smrti so mu postavili več spomenikov; postal je eden od simbolov gibanja Solidarnost.
Ob 25-letnici njegove smrti je poljska pošta izdala znamko s Popiełuszkovim portretom, ki ga je narisal Tadeusz Wesołowski.
Poljska Narodna banka je oktobra 2009, ob 25-letnici Popieluszkove smrti, dala v obtok tri kovance z njegovo podobo.
Leta 2010 je mesto Varšava dalo v obtok spominski zlatnik-dukat z likom Jerzyja Popiełuszka.

### Beatifikacija
6. junija 2010 je bil v Varšavi prištet k blaženim. Beatifikaciji je prisostvovalo okrog 150.000 vernikov. Obred je opravil prefekt kongregacije za zadeve svetnikov, kardinal Angelo Amato. Beatifikacija je potekala na trgu Pilsudski.